# Fenghuang (socken i Kina, Guangxi, lat 25,76, long 110,88)
Fenghuang (kinesiska: 凤凰乡, 凤凰) är en socken i Kina. Den ligger i den autonoma regionen Guangxi, i den södra delen av landet, omkring 420 kilometer nordost om regionhuvudstaden Nanning.
Genomsnittlig årsnederbörd är 2 214 millimeter. Den regnigaste månaden är april, med i genomsnitt 356 mm nederbörd, och den torraste är oktober, med 53 mm nederbörd.